# Herman Rundberg
Otto Herman Rundberg, född 13 juni 1874 i Kuddby församling i Östergötlands län, död 5 juli 1929 i Uppsala församling, var en svensk friidrottare (110 m häck). Han tävlade för IK Stockholm. Han vann SM på 110 meter häck år 1902.
Han var bror till Gustaf Rundberg.
Herman Rundberg arbetade som bokhållare och handlande.